# Okayamayusurika kojimaspinosa
Okayamayusurika kojimaspinosa är en tvåvingeart som beskrevs av Sasa 1989. Okayamayusurika kojimaspinosa ingår i släktet Okayamayusurika och familjen fjädermyggor. Inga underarter finns listade i Catalogue of Life.